# Хелстово
Хелстово (пол. Chełstowo) — село в Польщі, у гміні Радзаново Плоцького повіту Мазовецького воєводства.
Населення — 102 особи (2011).
У 1975-1998 роках село належало до Плоцького воєводства.

## Демографія
Демографічна структура станом на 31 березня 2011 року:
|          | Загалом | Допрацездатний вік | Працездатний вік | Постпрацездатний вік |
| -------- | ------- | ------------------ | ---------------- | -------------------- |
| Чоловіки | 49      | 9                  | 36               | 4                    |
| Жінки    | 53      | 10                 | 30               | 13                   |
| Разом    | 102     | 19                 | 66               | 17                   |